# Metteniusàcies
Les metteniusàcies (Metteniusaceae) són l'única família de plantes angiospermes de l'ordre monotípic de les metteniusals (Metteniusales), dins del clade de les làmides, un subclade de les astèrides. Són plantes natives del sud de Mèxic, Amèrica Central, el Carib, l'Amèrica del sud tropical, l'Àfrica tropical i del sud, i l'Àsia tropical.

## Taxonomia
L'ordre de les metteniusals va ser publicat per primer cop l'any 1997 a l'obra Diversity and Classification of Flowering Plants del botànic armeni Armèn Takhtadjan (1910 – 2009). La família de les metteniusàcies va ser publicada vàlidament l'any 1860 a l'obra Iconographia familiarum naturalium regni vegetabilis pel botànic alemany Adalbert Schnizlein (1814-1868).

### Gèneres
Dins d'aquesta família es reconeixen els 10 gèneres següents:
- Apodytes E.Mey. ex Arn.
- Calatola Standl.
- Dendrobangia Rusby
- Emmotum Desv.
- Metteniusa H.Karst.
- Oecopetalum Greenm. & C.H.Thomps.
- Ottoschulzia Urb.
- Platea Blume
- Poraqueiba Aubl.
- Rhaphiostylis Planch. ex Benth.

## Història taxonòmica
Tot i que la família va ser descrita a finals del segle xix, tradicionalment el gènere Metteniusa habia estat inclòs dins les icacinàcies, això es manté així fins que l'any 1997 Armèn Takhtadjan recupera la família, monotípica, i crea un ordre propi per tal d'encabir-la, les metteniusals.
El primer sistema APG (1998) va reconèixer la família de les metteniusàcies però la va deixar sense classificar, restant dins del grup de famílies de posició incerta. Aquesta situació es va mantenir a la segona versió, APG II (2003). El tercer sistema APG, APG III (2009), va resoldre parcialament la ubicació de les metteniusàcies incloent-les dins del clade de les làmides, dins de les astèrides, però sense incloure-les en cap ordre. La quarta versió, APG IV, (2016) va acabar de resoldre la ubicació de la família reconeixent l'ordre de les metteniusals i afegint-hi 10 gèneres.